# Аллен, Марит
Ма́рит А́ллен (англ. Marit Allen; 17 сентября 1941, Чешир, Англия, Британская империя — 26 ноября 2007, Сидней, Австралия) — британская художница по костюмам и модная журналистка, лауреат премии BAFTA.

## Биография
Марит Аллен родилась 17 сентября 1941 года в Чешире, Англия. Её мать по национальности норвежка, а отец британец. Она училась в школе Эдкот, независимой школе-интернате для девочек в Шропшире в 1951—1959 годах. Затем она окончила Университет Гренобля во Франции.
Её карьера в сфере моды началась в 1961 году, когда она устроилась на работу в качестве стажёра в журнал Queen. Вскоре её назначили редактором и писателем для молодёжного модного раздела журнала. Она покинула Queen в 1963 году, приняв предложение от британского журнала Vogue. Она работала там до 1973 года. Она получила степень бакалавра по журналистике в Центральном Колледже искусства и дизайна имени Святого Мартина.
В результате успешной карьеры Аллен в модной журналистике режиссёр Николас Роуг убедил её заняться дизайном костюмов для кино. Впоследствии Аллен работала над костюмами для нескольких фильмов Роуга, включая «А теперь не смотри», «Ведьмы» и «Эврика».
Аллен также установила рабочие отношения с тайваньским режиссером Энг Ли. Вместе они создавали костюмы для ряда главных фильмов Энга, включая «Халк», «Горбатая гора» и «Поездка с дьяволом».
Среди других известных фильмов Аллен — «Лавка ужасов» (1986), «Отпетые мошенники» (1988), «Мертвец» (1995), «Любовь во время холеры» (2007) и «Жизнь в розовом цвете» (2007), за которую она получила премию BAFTA и единственную номинацию на «Оскар».
Кроме того, за работу над фильмом «Жизнь в розовом цвете» Аллен была удостоена двух номинаций на премию «Эмми», а также награды Гильдии художников по костюмам.
В последний период жизни Аллен работала с режиссёром и продюсером Джорджем Миллером, разрабатывала дизайн костюмов для предстоящего фильма «Лига Справедливости Америки».
Она умерла 26 ноября 2007 года в Сиднее, Австралия от аневризмы сосудов головного мозга в возрасте 66 лет. У Аллен было трое детей в течение её жизни — Люси, Бен и Холли.

## Фильмография
| Фильмы | Фильмы                                 | Фильмы                        | Фильмы |
| Год    | На русском языке                       | На языке оригинала            | Награды и номинации |
| ------ | -------------------------------------- | ----------------------------- | --- |
| 1980   | Нетерпение чувств                      | Bad Timing                    | |
| 1980   | Вещи Ричарда                           | Richard’s Things              | |
| 1982   | Неудовлетворительная работа для женщин | An Unsuitable Job for a Woman | |
| 1983   | Версия Нелли                           | Nelly’s Version               | |
| 1983   | Эврика                                 | Eureka                        | |
| 1984   | Хит                                    | The Hit                       | |
| 1985   | Флоренс Найтингейл                     |                               | |
| 1985   | Дежа вю                                |                               | |
| 1986   | Любитель мечтать                       | Dream Lover                   | |
| 1986   | Магазинчик ужасов                      | Little Shop of Horrors        | |
| 1987   | Белый Мисчеф                           | White Mischief                | |
| 1988   | Манифест                               |                               | |
| 1988   | Отпетые мошенники                      | Dirty Rotten Scoundrels       | |
| 1989   | Кто такой Гарри Крамб?                 | Who’s Harry Crumb?            | |
| 1989   | Доклады Рейчел                         | The Rachel Papers             | |
| 1989   | Выпей чашку чая                        | Eat a Bowl of Tea             | |
| 1990   | Ведьмы                                 | The Witches                   | |
| 1990   | Русалки                                | Mermaids                      | |
| 1991   | Поцелуй перед смертью                  | A Kiss Before Dying           | |
| 1992   | Свет во тьме                           | The Rachel Papers             | |
| 1992   | Ветер                                  | Wind                          | |
| 1992   | Сталин                                 | Stalin                        | |
| 1993   | Таинственный сад                       | The Secret Garden             | |
| 1993   | Миссис Даутфайр                        | Mrs. Doubtfire                | |
| 1994   | Скарлетт                               | Scarlett                      | |
| 1995   | Мертвец                                | Dead Man                      | |
| 1997   | Снежное чувство Смилла                 | Smilla’s Sense of Snow        | |
| 1997   | Белоснежка: Страшная сказка            | Snow White: A Tale of Terror  | |
| 1999   | С широко закрытыми глазами             | Eyes Wide Shut                | |
| 1999   | Поездка с дьяволом                     | Ride with the Devil           | |
| 1999   | Навсегда мой                           | Forever Mine                  | |
| 2000   | Вес воды                               | The Weight of Water           | |
| 2002   | К-19                                   | K-19: The Widowmaker          | |
| 2003   | Халк                                   | Hulk                          | |
| 2004   | Предвестники бури                      | Thunderbirds                  | |
| 2005   | Кочевник                               | Nomad                         | |
| 2005   | Горбатая гора                          | Brokeback Mountain            | |
| 2006   | Вся королевская рать                   | All the King’s Men            | |
| 2007   | Жизнь в розовом цвете                  | La Vie en rose                | Премия BAFTA за лучший дизайн костюмов Номинация на премию «Оскар» за лучший дизайн костюмов Номинация на премию «Сезар» за лучший дизайн костюмов |
| 2007   | Любовь во время холеры                 | Love in the Time of Cholera   | |

## Награды и номинации

### Номинации
- «Оскар»
  - 2007 — Лучший дизайн костюмов за фильм «Жизнь в розовом цвете»
- «Сезар»
  - 2007 — Лучший дизайн костюмов за фильм «Жизнь в розовом цвете»

### Награды
- BAFTA
  - 2007 — Лучший дизайн костюмов за фильм «Жизнь в розовом цвете»